# Legislação sobre cannabis

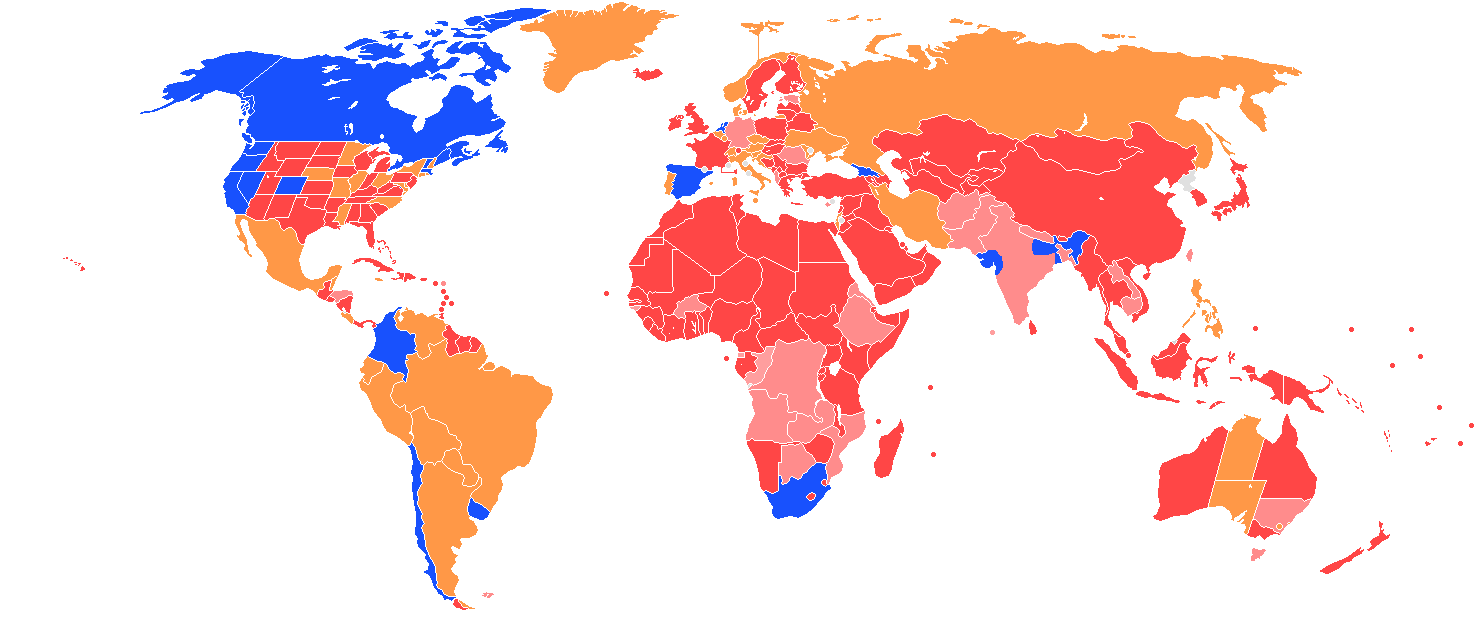
Leis ao redor do mundo quanto à posse de pequenas quantidades de maconha para uso pessoal.
----
Legal ou essencialmente legal
Ilegal mas não criminalizada
Ilegal mas lei não se efetiva
Ilegal
Sem dados

A legalidade da maconha para uso geral ou recreativo varia de país para país. A posse de cannabis é ilegal em muitos países, como resultado de um acordo sobre a Maconha indiana, também conhecida como haxixe, formulado na Convenção Internacional do Ópio (1925). Entretanto, muitos países vêm descriminalizando a posse de maconha em pequenas quantidades. As políticas de cannabis difierem em cada estado dos Estados Unidos.

## Por país
| País/território                       | Recreacional | Uso médico | Cultivo | Comentários |
| ------------------------------------- | --- | --- | --- | --- |
| Afeganistão                           | Ilegal | Ilegal | Ilegal | Notas Produção banida pelo rei Zahir Shah em 1973. |
| África do Sul                         | Ilegal mas lei não se aplica | Ilegal mas lei não se aplica | Ilegal mas lei não se aplica | Notas On 31 de março de 2017, the Dagga Couple won a landmark ruling in the Western Cape High Court, where they said that the ban on cannabis was unconstitutional, and allowed the dagga couple to take their case on legalizing cannabis to the constitutional court. Due to this landmark ruling, so many news outlets have announced that cannabis was legal in South Africa. This is false, and has actually resulted in a spike of arrests as people were freely smoking it. |
| Albânia                               | Ilegal mas lei não se efetiva | Ilegal | Ilegal | Notas A proibição existe mas há elevada disponibilidade de maconha dentro do país, sendo a lei muito pouco aplicada. |
| Alemanha                              | Ilegal Uso recreacional permitido por ser considerado automutilação. | Legal desde que com prescrição | Ilegal (Legal com permissão dada pelo "Instituto Federal de Medicamentos e Dispositivos Médicos")                                                                                                 | Ver artigo principal: Cannabis na Alemanha Notas A posse de maconha recreacional é ilegal, enquanto o consumo em si é legal por ser considerado automutilação , a qual não é considerada crime. A posse de pequenas quantias cabe processo, mas geralmente não ocorrem condenações. Em janeiro de 2015, 241 pacientes obtiveram permissão para obter maconha em farmácias desde 2008. [ 9 ] Na metade de 2016 cerca de 5000 pacientes obtiveram produtos de maconha. [ 10 ] Em 4 de maio de 2016 o Governo da Alemanha decidiu aprovar medida legal que permitiu a pacientes os quais consultaram ao médico e fora estabelecido que "não haveria tratamentos alternativos". O Ministro da Saúde alemão, Hermann Gröhe , apresentou um esboço legal da legalização da maconha medicinal ao gabinete, o qual foi efetivado no início de 2017. [ 10 ] [ 11 ] [ 12 ] [ 13 ] [ 14 ] [ 15 ] |
| Arábia Saudita                        | Ilegal | Ilegal | Ilegal | Notas O uso e posse de qualquer tipo de droga para uso recreativo é passível de prisão caso flagrado. A prisão para uso pessoal pode ir desde seis meses de duração ou mais. Negociação ou contrabando de drogas normalmente causa grandes tempos de prisão ou até mesmo execução, ainda que recentemente execuções tenham sido raras. Estrangeiros que usam drogas podem ser deportados. |
| Argélia                               | Ilegal | Ilegal | Ilegal | Ver artigo principal: Cannabis na Argélia |
| Andorra                               | Ilegal | Ilegal | Ilegal | Ver artigo principal: Cannabis em Andorra |
| Angola                                | Ilegal | Ilegal | Ilegal | Ver artigo principal: Cannabis na Angola |
| Antígua e Barbuda                     | Ilegal | Ilegal | Ilegal | Ver artigo principal: Cannabis em Antígua e Barbuda |
| Argentina                             | Ilegal (descriminalizada) | Legal | Ilegal | Notas Descriminalizada para uso pessoal em pequenas quantias e para consumo pessoal em locais privados, conforme regimentado pela Suprema Corte em 2009. O uso medicinal é legal em Chubut desde 23 de setembro de 2016, em Santa Fe desde 30 de novembro de 2016 e em nível nacional desde 21 de setembro de 2017. |
| Armênia                               | Ilegal | Ilegal | Ilegal | Ver artigo principal: Cannabis na Armênia |
| Austrália                             | Descriminalizada para uso pessoal no Território do Norte, Austrália do Sul e no Território da Capital Australiana | Legal em nível federal e em todos os estados. Condições de qualificação e outros detalhes variam por estado.                       | Legal apenas para propósitos médicos e científicos. | Ver artigo principal: Cannabis na Austrália |
| Áustria                               | Posse para uso pessoal descriminalizada desde janeiro de 2016 | Medicações derivadas da Cannabis                                                                                                   | Permitido para propósitos médicos e científicos. | Ver artigo principal: Cannabis na Áustria |
| Azerbaijão                            | Ilegal | Ilegal | Ilegal | Ver artigo principal: Cannabis no Azerbaijão |
| Bahamas                               | Ilegal | Ilegal | Ilegal | Ver artigo principal: Cannabis nas Bahamas |
| Bahrein                               | Ilegal | Ilegal | Ilegal | Ver artigo principal: Cannabis no Bahrein |
| Bangladesh                            | Ilegal (lei não se aplica) | Ilegal | Ilegal | Notas Venda banida em 1989. A posse de Cannabis é ilegal em Bangladesh, com penalidades variando de seis meses à 15 anos. Entretanto, a cannabis é amplamente comercializada em várias partes do país, sendo a lei mal aplicada |
| Barbados                              | Ilegal | Ilegal | Ilegal | Ver artigo principal: Cannabis em Barbados |
| Bielorrússia                          | Ilegal | Ilegal | Ilegal | Ver artigo principal: Cannabis na Bielorrússia |
| Bélgica                               | Ilegal (descriminalizada até três gramas) | Medicamentos derivados da Cannabis                                                                                                 | Ilegal (descriminalizada até uma planta) | Notas Desde 2003, adultos acima de dezoito anos podem possuir até três gramas. |
| Belize                                | Ilegal (descriminalizada até 10 gramas) | Ilegal | Ilegal | Notas O uso de Cannabis em Belize é comum e amplamente tolerado; entretanto, a posse pode resultar em multas ou prisão. Em 2016, a mídia nacional relatou que a legislação para descriminalizara posse de até dez granas estava "sendo encaminhada". |
| Benim                                 | Ilegal | Ilegal | Ilegal | Ver artigo principal: Cannabis no Benim |
| Butão                                 | Ilegal | Ilegal | Ilegal | Notas A Cannabis é ilegal, mas cresce prolificamente no Butão e tem múltiplos usos tradicionais, como alimentar porcos ou produzir tecidos. |
| Bolívia                               | Descriminalizada até menos de 50 gramas | Ilegal | Ilegal | Ver artigo principal: Cannabis na Bolívia |
| Bósnia e Herzegovina                  | Ilegal | Ilegal | Ilegal | Notas Em 2016 foi anunciado que o Ministro das Relações Civis formou uma força-tarefa a fim de explorar a legalização da cannabis e dos canabinóides para propósitos médicos. |
| Botswana                              | Ilegal | Ilegal | Ilegal | Notas A Cannabis (ou dagga) é considerada Ilegal. |
| Brasil                                | Ilegal (descriminalizada em pequenas quantidades que caracterize consumo próprio) | Legal (permitida a compra/importação e uso médico mediante prescrição e autorização com até 0,2% de THC)                           | Ilegal (Permitida mediante comprovação da necessidade medicinal na justiça. Ou descriminalizada em quantidade de plantas/condições que caracterize consumo próprio)                               | Notas Desde 2006, a posse de drogas ilegais como a cannabis (para consumo pessoal) implica advertência, serviço comunitário e instrução sobre os efeitos do uso de drogas. As mesmas medidas são aplicadas para o plantio ou preparo de pequenas quantidades de qualquer droga ilegal. A venda ou transporte de qualquer droga ilegal, bem como a posse ou cultivo de grandes quantidades é caracterizado como tráfico de drogas, um ato criminal punido com cinco até quinze anos de prisão e uma multa significativa. |
| Brunei                                | Ilegal | Ilegal | Ilegal | Ver artigo principal: Cannabis em Brunei |
| País/território                       | Recreacional | Uso médico | Cultivo | Comentários |
| Bulgária                              | Ilegal | Ilegal | Ilegal | Notas Cannabis é classificada como uma droga classe A (de alto risco), juntamente com Heroína, Cocaína, Anfetaminas e MDMA (ecstasy). Desde 2004, uma "dose pessoal" fracamente definida existe. |
| Burkina Faso                          | Ilegal | Ilegal | Ilegal | Ver artigo principal: Cannabis em Burkina Faso |
| Burundi                               | Ilegal | Ilegal | Ilegal | Ver artigo principal: Cannabis em Burundi |
| Camboja                               | Ilegal (lei não se aplica) | Ilegal | Ilegal (lei não se aplica) | Notas Cannabis é formalmente ilegal em Camboja. Esta proibição é, no entanto, frouxa e aplicada de forma oportunista. Muitos restaurantes "felizes" localizados em Phnom Penh, Siem Reap e Sihanoukville publicamente oferecem pratos com marijuana, ou como um petisco. |
| Camarões                              | Ilegal | Ilegal | Ilegal | Ver artigo principal: Cannabis no Camarões |
| Canadá                                | Legal | Legal | Legal | Notas Legal com licença concedida pelo governo para propósitos médicos ou industriais. Em 20 de abril de 2016, a Ministra da Saúde Jane Philpott anunciou que uma nova legislação a ser introduzida na primavera de 2017 iria legalizar e regular a Cannabis no Canadá. Ver legislação: "Controlled Drugs and Substances Act" |
| Cabo Verde                            | Ilegal | Ilegal | Ilegal | Ver artigo principal: Cannabis no Cabo Verde |
| Cazaquistão                           | Ilegal | Ilegal | Ilegal | Ver artigo principal: Cannabis no Cazaquistão |
| Chade                                 | Ilegal | Ilegal | Ilegal | Ver artigo principal: Cannabis no Chade |
| Chile                                 | Ilegal (descriminalizada) | Legal | Legal | Notas Em 2005, a lei 20.000 formalmente descriminalizou o uso privado e pessoal da cannabis. Desde 2014, o Chile permite o cultivo de cannabis para propósitos medicinais com a autorização do Serviço de Agricultura Chileno (SAG). O cultivo de marijuana, pessoa ou coletivo, é legal no Chile, conforme regimentado pela Suprema Corte em 2015. A venda de medicamentos derivados da marijuana é permitida desde que com prescrição nas farmácias, desde dezembro de 2015. Em 2016, um projeto de lei que permitirá aos chilenos cultivar pequenas quantidades de maconha para usos medicinal, recreativo ou espiritual foi aprovado pela câmara baixa do país. |
| China (República Popular da China)    | Ilegal | Ilegal | Ilegal | Ver artigo principal: Cannabis na China |
| Colômbia                              | Ilegal (descriminalizada até 22 gramas para uso pessoal). | Legal para propósitos medicinais e científicos.                                                                                    | Legal até vinte plantas para consumo pessoal. Sem limites para uso científico ou medicinal, e se licenciado pelo "Conselho Nacional Anti-narcóticos"                                              | Notas Desde 1994, a cannabis foi legalizada para posse de pequenas quantias até 22 gramas para consumo pessoal. Em 2016, a Suprema Corte de Justiça instituiu que alguém pego com uma quantia de maconha superior ao limite estatuário não pode ser processado caso seja definido que a pessoa carregava a substância para satisfazer suas necessidades de consumo. É legal possuir até vinte plantas para consumo pessoal. |
| Comores                               | Ilegal | Ilegal | Ilegal | Notas A cannabis foi legal em Comores no período entre janeiro de 1975 e maio de 1978, quando o presidente Ali Soilih legalizou o consumo entre outras medidas. |
| Coreia do Sul                         | Ilegal | Ilegal | Ilegal | Notas Cannabis banida pelo Ato de Controle da Cannabis de 1976. |
| Costa do Marfim                       | Ilegal | Ilegal | Ilegal | Ver artigo principal: Cannabis na Costa do Marfim |
| Costa Rica                            | Ilegal (descriminalizada) | Ilegal | Ilegal (descriminalizada) | Notas Alguns interpretam que a lei diz que a cannabis é ilegal, mas existe alta tolerância para o fumo de maconha dentro do país. Um sistema de descriminalização "de facto" é implementado, haja vista que oficiais da polícia não detêm pessoas carregando quantias apenas para o uso pessoal, ainda que não haja uma quantia estabelecida para tal. O uso de Cannabis na Costa Rica é muito elevado. |
| Croácia                               | Ilegal (descriminalizada) | Legal | Ilegal | Notas Desde 2013, a posse de pequenas quantias de maconha e outras drogas leves é uma contravenção que tem como pena multa de 5000–20000kn dependendo do caso em questão. Em 2015, o Ministério da Saúde legalizou oficialmente o uso de medicamentos baseado em cannabis para propósitos médicos para pacientes com doenças como câncer, esclerose múltipla ou AIDS. |
| Cuba                                  | Ilegal | Ilegal | Ilegal | Ver artigo principal: Cannabis em Cuba |
| Chipre                                | Ilegal | Legal para pacientes com câncer | Ilegal (descriminalizada para algumas fazendas onde cresce a planta) | Notas Substância classe B – prisão admissível para o uso e máximo de oito anos para a posse (com o máximo de dois anos para a primeira ocorrência aos menores de 25 anos). |
| Dinamarca                             | Ilegal para uso recreacional, entretanto, a lei é frequentemente ignorada pela polícia. (Declarada legal em Freetown mas não reconhecido pelas autoridades dinamarquesas)                                                              | Legal | Legal com licença governamental. Licenças concedidas apenas para propósitos médicos. | Notas Assim como com todas as drogas, crimes envolvendo cannabis são puníveis com multa ou prisão por até dois anos Freetown Christiania, uma comunidade autônoma auto-declarada em Copenhagen, é conhecida pelos negócios com maconha. |
| Djibouti                              | Ilegal | Ilegal | Ilegal | Ver artigo principal: Cannabis em Djibouti |
| Dominica                              | Ilegal | Ilegal | Ilegal | Notas Droga classe B para cultivo, venda ou posse. |
| País/território                       | Recreacional | Uso médico | Cultivo | Comentários |
| Egito                                 | Ilegal | Ilegal | Ilegal | Notas Apesar de tecnicamente ilegal, o uso é amplo e parte do cotidiano cultural. Condenações para uso pessoal são muito raras. Formalmente uma planta de alto status com muitos medicamentos indicando uso medicinal em tempos antigos, a cannabis foi feita ilegal em 1925 com a Convenção da Liga das Nações de Geneva sobre Controle de Narcóticos, e desde então tem sido agressivamente alvo em vários pontos. |
| El Salvador                           | Ilegal | Ilegal | Ilegal | Ver artigo principal: Cannabis em El Salvador |
| Emirados Árabes Unidos (EAU)          | Ilegal | Ilegal | Ilegal | Notas Até mesmo quantias muito pequenas de droga podem ser algozes para mandatos de prisão de quatro anos de duração. |
| Equador                               | Ilegal (descriminalizada até dez gramas) | Ilegal | Ilegal | Notas Conforme definido na Lei 108, a posse de pequenas quantias de maconha é descriminalizada. A posse abaixo de dez gramas é considerada para uso pessoal e não é punida. |
| Eritreia                              | Ilegal | Ilegal | Ilegal | Ver artigo principal: Cannabis na Eritreia |
| Eslováquia                            | Ilegal | Ilegal | Ilegal | Notas Posse ou uso de pequenas quantias de cannabis é punível com até oito anos de prisão. Em abril de 2012, o The Wall Street Journal relatou que Robert Fico, primeiro ministro eslováquio recém empossado, poderia colocar em pauta legalização parcial da cannabis, argumentando pela legalização da posse de até três doses de cannabis para uso pessoal. |
| Eslovênia                             | Ilegal (descriminalizada) | Medicamentos baseados em cannabis                                                                                                  | Legal para quantidades com ≤ 0.2 % THC em uma área de ≤ 0.1 hectare, ou ≥ 0.1 hectare com permissão governamental para o cultivo.                                                                 | Notas Medicamentos baseados em cannabis são legais para uso medicinal, mas não a cannabis em si. A posse de qualquer droga para uso pessoal é descriminalizada. |
| Espanha                               | Legal (Apenas em áreas privadas, Ilegal em áreas públicas (descriminalizada), contraventores recebem multa administrativa) A posse de mais de 70/100g (dependendo da comunidade autônoma) é considerada posse com intenção de tráfico. | Farmacêuticos derivados da cannabis limitados                                                                                      | Legal (Apenas para o consumo. Se as plantas estiverem localizadas em local visível para a rua/espaço público, passível de delito administrativo)                                                  | Notas A venda e importação de qualquer quantia de cannabis é delito administrativo, punível com prisão. A venda, posse ou consumo de cannabis em local público consiste em contravençãoe é punível com multa e confisco do produto. O consumo e o cultivo por adultos em espaços privados é permitido, esse último devido a vácuo legal. Plantas de cannabis localizadas em lugar visível a espaços públicos (por ex. varandas) constituem grave delito administrativo, que pode ocasionar multas de 601 até 30.000€. Cerca de 500 "clubes de cannabis" privados existem na Espanha, 200 deles em Barcelona, sendo o país considerado como a "nova Amsterdã", sendo destino de turistas fãs da erva.. All actions related to cannabis apart from sale or trade aren't considered criminal offenses, and normally are misdemeanors punishable by a fine. · Em junho de 2017, a Catalunha legalizou a cannabis após seu governo votar por 118 à 9 em favor de regulamentar clubes de cannabis locais; o cultivo, consumo e distribuição de cannabis é agora legal para os membros desses designados clubes. |
| Estados Unidos                        | Legal em 9 estados, no Distrito de Columbia, e em várias Reservas Indígenas – mas ilegal à nível federal. Outros 13 estados a tem como descriminalizada.                                                                               | Legal em 31 estados, Guam, Puerto Rico, e no Distrito de Columbia Columbia – mas Ilegal à nível federal.                           | Ilegal à nível federal, permitida localmente em vários estados permitindo usos recracional e medicinal.                                                                                           | Notas Leis variam entre estados, territórios, reservas indígenas e Distrito de Columbia. A lei federal classifica a maconha como droga classe I proibida de acordo com o Ato de Substâncias Controladas de 1970. A Suprema Corte dos Estados Unidos regimentou no caso Gonzales v. Raich que o governo federal tem competência para regulamentar e proibir a cannabis, mesmo que para propósitos medicinais. Entretanto, indivíduos agindo em concordância com leis estaduais quanto à maconha medicinal estão protegidos de processos federais eventuais pela Emenda Rohrabacher–Farr. Reservas indígenas reconhecidas estão permitidas a regulamentar pelos usos recreativo e medicinal da cannabis de acordo com disposição do Departamento de Justiça de 2014. |
| Estônia                               | Ilegal (descriminalizada) | Ilegal | Ilegal | Notas Abaixo de 7.5 gramas é considerada quantia para uso pessoal, e é punido com multa. Grandes quantidades e distribuição são crimes puníveis com sentença de custódia de até meia década. |
| Etiópia                               | Ilegal | Ilegal | Ilegal | Notas Apesar de ser "casa espiritual" do movimento Rastafari, a posse de maconha pode resultar em até seis meses de prisão. |
| Fiji                                  | Ilegal | Ilegal | Ilegal | Ver artigo principal: Cannabis no Fiji |
| Filipinas                             | Ilegal | Provisões para uso medicinal como consta no Ato de Compreensão dos Medicamentos Perigosos de 2002. Aguardando aprovação do governo | Ilegal (Apenas para usos medicinal e científico) | Notas O Ato de Compreensão dos Medicamentos Perigosos, de 2002, faz provisões quanto a restrições do uso medicinal. Por meio da House Bill No. 4477, conhecida como Ato Compassivo pelo Uso Medicinal de Cannabis, o Congresso fez frente à legalização da maconha medicinal. |
| Finlândia                             | Ilegal | Legal desde que com licença. | Ilegal (apenas uso medicinal) | Notas Desde 2001 casos de uso pessoal não são geralmente condenados na corte porém sujeitos a multas sumárias. Desde 2006, o uso de maconha medicinal tem sido possível com licença especial. Em 2014, 223 licenças foram emitidas. |
| França                                | Ilegal | Alguns medicamentos derivados. | Ilegal | Notas Cultivo, venda, posse ou consumo de cannabis são proibidos. Entretanto, a legislação permite a venda de medicamentos contendo derivados da cannabis, desde junho de 2013. |
| Gabão                                 | Ilegal | Ilegal | Ilegal | Ver artigo principal: Cannabis no Gabão |
| Gâmbia                                | Ilegal | Ilegal | Ilegal | Ver artigo principal: Cannabis na Gâmbia |
| Geórgia                               | Ilegal, mas posse para uso pessoal descriminalizada | Ilegal | Ilegal | Ver artigo principal: Cannabis na Geórgia (país) |
| Gana                                  | Ilegal | Ilegal | Ilegal | Ver artigo principal: Cannabis no Gana |
| Granada                               | Ilegal | Ilegal | Ilegal | Ver artigo principal: Cannabis em Granada |
| Grécia                                | Ilegal (mas a quantia de 0,5 gramas ou 1 cigaro puro/2 impuros de maconha foram descriminalizados na corte caso feitos apenas para uso pessoal).                                                                                       | Legal para propósitos medicinais                                                                                                   | Ilegal | Notas A posse ou uso de até mesmo pequenas quantias é ilegal na Grécia, porém a mesma é descriminalizada para uso pessoal graças à corte. Indivíduos podem ser detidos, porém raramente condenados na corte. A posse de grandes quantidades pode causar muitos anos de prisão. |
| Groenlândia (Kalaallit Nunaat)        | Ilegal | Ilegal | Ilegal | Ver artigo principal: Cannabis na Groenlândia |
| Guatemala                             | Ilegal | Ilegal | Ilegal | Notas Em 2016 uma comissão constitucional rejeitou propostas para a legalização de usos medicinal ou recreacional de cannabis. |
| Guiana                                | Ilegal | Ilegal | Ilegal | Notas A possee de 15 gramas ou mais pode resultar em condenação por tráfico de drogas. |
| Guiné                                 | Ilegal | Ilegal | Ilegal | Ver artigo principal: Cannabis na Guiné |
| Guiné-Bissau                          | Ilegal | Ilegal | Ilegal | Ver artigo principal: Cannabis na Guiné-Bissau |
| Guiné Equatorial                      | Ilegal | Ilegal | Ilegal | Ver artigo principal: Cannabis na Guiné Equatorial |
| Haiti                                 | Ilegal | Ilegal | Ilegal | Ver artigo principal: Cannabis no Haiti |
| Honduras                              | Ilegal | Ilegal | Ilegal | Notas Posse, venda, transporte ou cultivo de maconha são ilegais em Honduras. |
| Hong Kong , RAE da China              | Ilegal | Ilegal | Ilegal | Notas A posse, venda, transporte ou cultivo de cannabis são ilegais de acordo com a Ordem de Drogas Perigosas. (Capítulo 134 da Lei de Hong Kong) |
| País/território                       | Recreacional | Uso médico | Cultivo | Comentários |
| Hungria                               | Ilegal | Ilegal | Ilegal | Notas Não há distinção na legislação da Hungria entre diferentes drogas ilícitas independente do risco. O uso de heroína traz mesmas sanções legais que o uso de cannabis. |
| Iêmen                                 | Ilegal | Ilegal | Ilegal | Ver artigo principal: Cannabis no Iêmen |
| Ilhas Marshall                        | Ilegal | Ilegal | Ilegal | Ver artigo principal: Cannabis nas Ilhas Marshall |
| Ilhas Salomão                         | Ilegal | Ilegal | Ilegal | Ver artigo principal: Cannabis nas Ilhas Salomão |
| Islândia                              | Ilegal | Ilegal | Ilegal | Notas Banida em 1969. O consumo é ilegal mesmo que em pequenas quantidades. Posse, venda, transporte ou cultivo podem resultar em prisão. A lei não é muito aplicada quanto trata-se da posse. Caras multas são aplicadas. |
| Índia                                 | Ilegal em nível federal. Legal ou tolerada em muitos estados como Bihar, Odisha, Uttarakhand, West Bengal e nos Estados do Nordeste. Descriminalizada em Gujarat.                                                                      | Não | Ilegal em nível federal. Maconha industrial legal a nível estadual em Uttarakhand. Legal ou tolerada em muitos estados como Bihar, Gujarat, Odisha, West Bengal e no Nordeste da Índia.           | Notas Lojas governamentais em cidades sagradas como Varanasi e em algus outros estados do norte da Índia vendem cannabis na forma de bhang. Apesar do uso prevalecente elevado, a cannabis permanece Ilegal, porém raramente ocorrem condenações, tendo tratamento de baixa prioridade na Índia. Grandes extensões de cannabis crescem naturalmente em muitas partas do norte e do sul da Índia. Em novembro de 2015, Uttarakhand tornou o primeiro estado da Índia a legalizar maconha industrial. Bhang foi removido do Ato de Proibição em Gujarat em fevereiro de 2017, daí seu consumo e venda terem sido descriminalizados no estado. Vários estados como Bihar, Odisha, Bengala Ocidental e Estados do Nordeste criaram suas próprias leis quanto à cannabis, conhecida localmente como Ganja. Em 2016, um Private Member’s Bill estava agendado para ser apresentado em Lok Sabha, e clamava pela regulamentação e legalização de intoxicantes "não-sintéticos", incluindo a cannabis e o ópio.                                                                                                   |
| Indonésia                             | Ilegal | Ilegal | Ilegal | Notas Banida em 1927. A sentença mínima de prisão é de quatro anos (sendo aplicáveis multas adicionais) em caso de posse. Entretanto, caso o usuário reporte-se voluntariamente à polícia, ou caso isso seja feito por um familiar, as penas podem ser retiradas de acordo com o Ato de Narcóticos de 2009, artigo 24 parágrafos 2, 3, 4. |
| Irã                                   | Ilegal | Ilegal | Ilegal | Ver artigo principal: Cannabis no Irã |
| Iraque                                | Ilegal | Ilegal | Ilegal | Ver artigo principal: Cannabis no Iraque |
| Irlanda                               | Ilegal | Ilegal | Ilegal | Notas A Estratégia Nacional de Drogas de 2009-2016 não favoreceu uma descriminalização da cannabis. Uma nova estratégica foi planejada em 2017. Medicamentos derivados da cannabis podem ser licenciados desde 2014. Uma revisão da política sobre medicamentos canábicos foi anunciada em novembro de 2016, e uma private member's bill em prol de legalizar em uma segunda leitura em Dáil em dezembro de 2016. |
| Israel                                | Ilegal | Legal | Apenas provedores de medicamentos licenciados | Notas Ilegal para uso recreacional, mas o uso medicinal limitado vem sendo permitido desde os anos 90. · No início de 2017, Gilan Erdan, o Ministro de Segurança Pública da nação, anunciou que Israel planeja descriminalizar a posse de cannabis para uso pessoal. |
| Itália                                | Ilegal (descriminalizada; permitido o uso religioso) | Legal | Ilegal | Notas A posse de pequenas quantias para uso pessoal é contravenção sujeita a multas e à suspensão de documentos (passaportes e carteiras de motorista). A venda de produtos de cannabis é ilegal e punível com prisão; o cultivo é comumente punível com prisão, mesmo que em pequenas quantidade e para exclsuivo uso pessoal. O cultivo licenciado para usos medicinal e industrial é estritamente regulado. |
| Jamaica                               | Ilegal (descriminalizada), legal para rastas | Legal | Legal | Notas Em 25 de fevereiro de 2015, a Casa Jamaicana de Representantes aprovou lei que discriminaliza a posse de até duas onças de cannabis. A nova lei inclui provisões que legalizam o cultivo para uso pessoal de até cinco plantas, bem como estabelece regulações para o cultivo e distribuição de cannabis para propósitos medicinais, religiosos ou ainda crescimento natural da planta. Em 2018, o primeiro dispensário de maconha medicinal foi aberto na Jamaica. |
| Japão                                 | Ilegal | Ilegal | Ilegal | Notas Restringida em 1948. O uso e a posse são puníveis com até cinco anos de prisão e multa. O cultivo, venda e transporte são puníveis com até sete anos ou mesmo uma década de prisão e multa |
| Jordânia                              | Ilegal | Ilegal | Ilegal | Ver artigo principal: Cannabis na Jordânia |
| Kiribati                              | Ilegal | Ilegal | Ilegal | Ver artigo principal: Cannabis no Kiribati |
| Kosovo                                | Ilegal | Ilegal | Ilegal | Ver artigo principal: Cannabis em Kosovo |
| Kuwait                                | Ilegal | Ilegal | Ilegal | Ver artigo principal: Cannabis em Kuwait |
| Laos                                  | Ilegal (lei não se aplica) | Ilegal | Ilegal | Ver artigo principal: Cannabis em Laos |
| Lesoto                                | Ilegal | Ilegal | Cultivo medicinal permitido com autorização do Ministério da Saúde | Ver artigo principal: Cannabis no Lesoto |
| Letônia                               | Ilegal | Ilegal | Ilegal | Notas A cannabis é Ilegal na Letônia. A posse de grandes quantidades pode ser punida com até 15 anos de prisão. A posse de até um grama pode resultar em multa de €280, e em caso de reincidência condenações criminais são aplicadas. |
| Líbano                                | Ilegal | Ilegal | Ilegal | Notas Haxixe banido em 1926; Cultivo de cannabis banido em 1992. A posse é Ilegal. Entretanto, grandes quantidades crescem naturalmente dentro do país e o uso pessoal, desde que não seja em público não causa maiores problemas. |
| Libéria                               | Ilegal | Ilegal | Ilegal | Ver artigo principal: Cannabis na Libéria |
| Líbia                                 | Ilegal | Ilegal | Ilegal | Ver artigo principal: Cannabis na Líbia |
| País/território                       | Recreacional | Uso médico | Cultivo | Comentários |
| Liechtenstein                         | Ilegal | Ilegal | Ilegal | Ver artigo principal: Cannabis no Liechtenstein |
| Lituânia                              | Ilegal | Ilegal | Ilegal | Ver artigo principal: Cannabis na Lituânia |
| Luxemburgo                            | Ilegal (descriminalizada) | Legal | legal | Notas O transporte e o consumo são ilegais. Desde 2001, foi descriminalizada e a pena capital foi substituída por multa que varia de €250 até €2.500. O Governo luxemburguês anunciou, em 22 de outubro de 2021, que o país será a primeira nação da Europa a legalizar o cultivo e o consumo de canábis. |
| Macau , RAE da China                  | Ilegal | Ilegal | Ilegal | Ver artigo principal: Cannabis em Macau |
| Macedônia                             | Ilegal | Legal | Ilegal | Notas Se alguém a possui em grandes quantias, uma sentença de prisão de qualquer lugar que varia de três meses até cinco anos pode ser emitida. O uso medicinal da cannabis foi legalizado em 2016. |
| Madagascar                            | Ilegal | Ilegal | Ilegal | Ver artigo principal: Cannabis em Madagascar |
| Malásia                               | Ilegal | Ilegal | Ilegal | Notas A legislação da Malásia prevê pena capital para traficantes de drogas condenados. Indivíduos detidos com posse de 15 gramas de heroína ou 200 gramas de maconha são presumidos pela lei como traficantes de drogas. |
| Malawi                                | Ilegal | Ilegal | Ilegal | Notas A cannabis é Ilegal no Maláui, mas permanece sendo droga popular e amplamente cultivada; a cannabis do Maláui é conhecida internacionalmente por sua qualidade. A chamba cresce principalmente em regiões centrais e do norte como Mzuzu. |
| Maldivas                              | Ilegal | Ilegal | Ilegal | Ver artigo principal: Cannabis nas Maldivas |
| Mali                                  | Ilegal | Ilegal | Ilegal | Ver artigo principal: Cannabis no Mali |
| Malta                                 | Ilegal (descriminalizada até 3.5g) | Legal para propósitos medicinais                                                                                                   | Ilegal Notas O cultivo de cannabis para uso pessoal não será mais punível com sentença de prisão e médicos especializados não serão suspensos, estando permitidos a prescrever maconha medicinal. | Notas Desde 2015, a posse simples está descriminalizada, porém permanece sendo delito confiscável por propósito policial de coletar informações sobre o tráfico de drogas. |
| Mauritânia                            | Ilegal | Ilegal | Ilegal | Ver artigo principal: Cannabis na Mauritânia |
| Maurício                              | Ilegal | Ilegal | Ilegal | Ver artigo principal: Cannabis em Maurício |
| México                                | Descriminalizada para uso pessoal. | Legal para propósitos medicinais ou científicos, quando com menos de 1% de THC.                                                    | Legal para propósitos medicinais e científicos. Decriminalizada para uso pessoal. | Notas Em 21 de agosto de 2009 o México descriminalizou a posse para "usso pessoal" de até cinco gramas de Cannabis. · Em novembro de 2015, a Suprema Corte regimentou que quatro indivíduos da Sociedade Mexicana pelo Uso Pessoal Responsável e Tolerante estariam permitidos a plantar e fumar sua própria maconha. A corte votou em 4-1 que proibir pessoas de plantar a droga para consumo é inconstitucional visto que viola o direito humano ao livre desenvolvimento de sua própria personalidade. · Em dezembro de 2016, o Senado do méxico votou para legalizar a maconha para usos medicinais e científicos - sendo isso aprovado pela Câmara dos Deputados em abril de 2017. |
| Micronésia                            | Ilegal | Ilegal | Ilegal | Ver artigo principal: Cannabis na Micronésia |
| Moldávia                              | Ilegal (descriminalizada) | Ilegal | Ilegal | Notas A posse de pequena quantidade e o uso pessoal não são crimes na Moldávia, mas são delitos administrativos de acordo com o Artigo 85 do Código de Delitos Administrativos, aprovado em 2008. A venda, cultivo e transporte, entretanto, permanecem Ilegais e penalizávis. A compra Ilegal e a posse de narcóticos ou substâncias psicotrópicas em pequenas quantidades sem propósito de distribuição, bem como o consumo sem prescrição, sõa passíveis de multa de até três unidades convencionais ou de serviço comunitário por até 40 horas. |
| Mônaco                                | Ilegal | Ilegal | Ilegal | Ver artigo principal: Cannabis em Mônaco |
| Mongólia                              | Ilegal | Ilegal | Ilegal | Ver artigo principal: Cannabis na Mongólia |
| Montenegro                            | Ilegal | Ilegal | Ilegal | Ver artigo principal: Cannabis em Montenegro |
| Marrocos                              | Ilegal | Ilegal | Ilegal | Notas A cannabis no Marrocos é Ilegal desde a independência da nação em 1957, sendo esse banimento total das drogas reafirmado em 1974, porém a maconha é parcialmente tolerada no país, onde foi cultivada por séculos, sendo o país um dos maiores produtores de haxixe do mundo. |
| Moçambique                            | Ilegal | Ilegal | Ilegal | Ver artigo principal: Cannabis no Moçambique |
| Myanmar                               | Ilegal (lei não se aplica) | Ilegal | Ilegal (lei não se aplica) | Ver artigo principal: Cannabis em Myanmar |
| Namíbia                               | Ilegal | Ilegal | Ilegal | Notas A cannabis é Ilegal; em 2007 o governo propôs 20 anos de cadeia para a posse de qualquer droga, porém isso foi rejeitado. |
| Nepal                                 | Ilegal (legal durante o Maha Shivaratri) | Ilegal | Ilegal | Notas Todas as licenças para cannabis foram canceladas em 1973. Apesar de Ilegal, a cannabis é barata e amplamente disponível no Nepal, tendo a política pouco ou nenhum interesse em questões ou problemas relativos à maconha. |
| País/território                       | Recreacional | Uso médico | Cultivo | Comentários |
| Nicarágua                             | Ilegal | Ilegal | Ilegal | Ver artigo principal: Cannabis na Nicarágua |
| Níger                                 | Ilegal | Ilegal | Ilegal | Ver artigo principal: Cannabis no Níger |
| Nigéria                               | Ilegal | Ilegal | Ilegal | Ver artigo principal: Cannabis na Nigéria |
| Noruega                               | Ilegal (descriminalizada) | Legal | Ilegal | Notas Até quinze gramas é a quantidade considerada para uso pessoal, e é punível com multa em caso de primeiras ocorrências; possuir mais que tal quantidade é punível de maneira mais severa. Em dezembro de 2017, o Parlamento Norueguês anunciou sua intenção de descriminalizar certas drogas psicoativas para uso pessoal, incluindo a cannabis e a provisão de tratamento médico para usuários em vez de encorajamento de multas e prisões. |
| Nova Zelândia                         | Ilegal | Farmacêuticos derivados da cannabis limitados                                                                                      | Ilegal | Notas Banida em 1927. O cultivo, a posse e a venda de maconha são ilegais. A legislação para descriminalizar o uso medicinal foi introduzida em dezembro de 2017, mas ainda não foi aprovada. Um Referendo sobre cannabis na Nova Zelândia está para ser votado, tendo sido sucessivamente adiado agora para 2020. |
| Omã                                   | Ilegal | Ilegal | Ilegal | Ver artigo principal: Cannabis no Omã |
| Países Baixos                         | Ilegal mas tolerada em 'coffeeshops', Descriminalizada até cinco gramas (em caso de controle policial ainda é confiscada), e para consumo público.                                                                                     | Legal | Ilegal (descriminalizada até cinco plantas; ainda assim plantas são geralmente destruídas) | Notas A posse pessoal é descriminalizada desde 1976, e produtos de cannabis são vendidos abertamente apenas nos "coffeeshops". |
| Palau                                 | Ilegal | Ilegal | Ilegal | Ver artigo principal: Cannabis no Palau |
| Panamá                                | Ilegal | Ilegal | Ilegal | Ver artigo principal: Cannabis no Panamá |
| Papua Nova Guiné                      | Ilegal | Ilegal | Ilegal | Ver artigo principal: Cannabis na Papua Nova Guiné |
| Paquistão                             | Ilegal | Ilegal | Ilegal | Notas O uso de cannabis é proibido no Paquistão, ainda que o uso de haxixe em Peshawar em partes do norte do Paquistão tenda a ser tolerado. Caso encontrada em outras partes do país com charas, a pessoa pode ser aprisionada por até seis meses. |
| Paraguai                              | Ilegal (descriminalizada até dez gramas) | Ilegal | Ilegal | Notas No Paraguai, a Lei no. 1.340 (Art. 30), excetua de punição aqueles em posse de no máximo dez gramas de maconha para consumo pessoal. |
| Peru                                  | Ilegal (descriminalizada) | Legal | Ilegal | Notas A posse é descriminalizada de acordo com o Art. 299 do Código Criminal. Ter posse de até oito gramas é considerado uso pessoal e não é punível. Ilegal: Cultivo, produção ou venda são puníveis com oito até quinze anos de prisão. |
| Polônia                               | Ilegal | Legal | Ilegal | Notas Em 26 de maio de 2011, a Polônia introduziu legislação que dá provisão para que pessoas não sejam processadas quando com pequenas quantias de cannabis para uso pessoal, em caso de primeira ocorrência ou da pessoa ser dependente de(a) drogas(a). A legislação estabeleceu uma pena máxima por possuir grande número de drogas de dez até doze anos de prisão. Entretanto, a posse de grandes quantidades de droga pode resultar em até dez anos de prisão (anteriormente até oito anos). |
| Portugal                              | Legal para consumo próprio até 10g (descriminalizada) | Legal | Ilegal (descriminalizada) | Notas Em 2011, Portugal tornou-se o primeiro país do mundo a descriminalizar o uso de todas as drogas. |
| Qatar                                 | Ilegal | Ilegal | Ilegal | Ver artigo principal: Cannabis na Qatar |
| Quênia                                | Ilegal | Ilegal | Ilegal | Ver artigo principal: Cannabis no Quênia |
| Quirguistão                           | Ilegal | Ilegal | Ilegal | Ver artigo principal: Cannabis no Quirguistão |
| Reino Unido                           | Ilegal | Ilegal | Ilegal | Notas Banida em 1928, Tornada em droga classe B pelo Ato do Mau Uso de Drogas de 1971 |
| República Centro-Africana             | Ilegal | Ilegal | Ilegal | Ver artigo principal: Cannabis Centro-Africana |
| República do Congo                    | Ilegal | Ilegal | Ilegal | Ver artigo principal: Cannabis na República do Congo |
| República Democrática do Congo        | Ilegal | Ilegal | Ilegal | Ver artigo principal: Cannabis na República Democrática do Congo |
| República Dominicana                  | Ilegal | Ilegal | Ilegal | Ver artigo principal: Cannabis na República Dominicana |
| Coreia do Norte (RPDC)                | Desconhecido | Desconhecido | Desconhecido | Notas Existem relatos conflitantes sobre o status legal da Cannabis na Coreia do Norte. Diversos relatos de defensores e turistas clmam que não há lei que reprime a posse de maconha (como resultado, não sendo classificada como uma droga) na Coreia do Norte ou, se há, é comumente não aplicada. Entretanto, outros relatos clamam que a maconha é Ilegal. |
| República Tcheca                      | Ilegal (posse de até 15g descriminalizada) | Legal | Ilegal (cultivo de até cinco buchas descriminalizado/cultivo para propósitos médicos legal (sujeito à licença))                                                                                   | Notas Desde 2010 a posse de até quinte gramas para o uso pessoal ou medicinal ou cultivo de até cinco plantas são contravenções sujeitas a pequenas multas - geralmente não aplicadas. Conduta popular para com fumantes. O uso medicinal de cannabis com prescrição é legal e regulado desde 2013. |
| Romênia                               | Ilegal; lei normalmente não se aplica | Legal | Ilegal | Notas A Romênia foi (antes de 1990) país líder em fibra de cânhamo, atrás apenas da China. A posse de pequenas quantidades de preparativos de droga é punível com grandes multas em casos de primeira ocorrência e prisão de seis meses até dois anos caso não. A posse de grandes quantidades ou o tráfico são puníveis com dois até sete anos de prisão. A descriminalização já foi proposta. A maconha medicinal foi legalizada em 2013. |
| Ruanda                                | Ilegal | Ilegal | Ilegal | Ver artigo principal: Cannabis na Ruanda |
| Rússia                                | Ilegal (descriminalizada), excetuando posse de até seis gramas | Ilegal | Ilegal (descriminalizada), excetuando cultivo de até vinte plantas[carece de fontes?] | Notas A posse de até seis gramas de cannabis ou dois gramas de haxixe é infração mais comumente tomada como administrativa que criminal. |
| Santa Lúcia                           | Ilegal | Ilegal | Ilegal | Ver artigo principal: Cannabis em Santa Lúcia |
| São Cristóvão e Nevis                 | Ilegal | Ilegal | Ilegal | Ver artigo principal: Cannabis em São Cristóvão e Nevis |
| São Tomé e Príncipe                   | Ilegal | Ilegal | Ilegal | Ver artigo principal: Cannabis em São Tomé e Principe |
| São Vicente e Granadinas              | Ilegal | Ilegal | Ilegal | Ver artigo principal: Cannabis em São Vicente e Granadinas |
| Samoa                                 | Ilegal | Ilegal | Ilegal | Ver artigo principal: Cannabis na Samoa |
| País/território                       | Recreacional | Uso médico | Cultivo | Comentários |
| San Marino                            | Ilegal | Legal | Ilegal | Ver artigo principal: Cannabis em San Marino |
| Senegal                               | Ilegal | Ilegal | Ilegal | Ver artigo principal: Cannabis no Senegal |
| Serra Leoa                            | Ilegal | Ilegal | Ilegal | Notas Cannabis banida em 1920. |
| Sérvia                                | Ilegal | Ilegal | Ilegal | Notas A posse é punível por multa ou prisão de até três anos. A venda e o transporte são puníveis com três até doze anos. O cultivo é punível com prisão de seis meses até cinco anos. Penitências são mais altas em casos de crime organizado. |
| Seychelles                            | Ilegal | Ilegal | Ilegal | Ver artigo principal: Cannabis em Seychelles |
| Singapura                             | Ilegal | Ilegal | Ilegal | Notas Banida em 1870. A cannabis é classificada como droga Classe A de acordo com o Ato de Mau Uso de Drogas, tornando ilegal seu cultivo, venda ou posse. Aqueles pegos com 500g de cannabis ou mais, são presumidos como traficantes de droga, e são punidos com possível pena capital. |
| Síria                                 | Ilegal | Ilegal | Ilegal | Notas Sob as políticas do governo de Bashar al-Assad, muitos delitos relativos à maconha, desde o simples uso ao tráfico, foram normalmente tratados com sentenças de prisão perpétua. Como o país foi desestabilizado, resultado de guerra civil, pessoas vivendo em áreas de domínio dos separatistas curdos começaram a plantar Cannabis como forma de fazer dinheiro e lutar contra a pobreza. |
| Somália                               | Ilegal | Ilegal | Ilegal | Ver artigo principal: Cannabis na Somália |
| Sri Lanka                             | Ilegal | Usada em várias medicinas Ayurvédicas                                                                                              | Ilegal | Notas A cannabis é ilegal no Sri Lanka ainda que seja comumente usada nas medicinas tradicionais ayurvédicas. |
| Essuatíni                             | Ilegal | Ilegal | Ilegal | Ver artigo principal: Cannabis na Essuatíni |
| Sudão                                 | Ilegal | Ilegal | Ilegal | Ver artigo principal: Cannabis no Sudão |
| Sudão do Sul                          | Ilegal | Ilegal | Ilegal | Ver artigo principal: Cannabis no Sudão do Sul |
| Suécia                                | Ilegal | Ilegal | Ilegal | Notas É ilegal vender, transportar, comprar, usar ou possuir qualquer quantidade de Cannabis na Suécia. A estigmatização social através da rejeição social e exclusão do mercado de trabalho e serviços sociais são as sanções mais comuns tratando-se de uso pessoal. A polícia nacional adota um programa de "perturbe e incomode" aos usuários, amparada pela política nacional de "tolerância zero". |
| Suíça                                 | Ilegal (descriminalizada) | Legal para propósitos medicinais.                                                                                                  | Ilegal | Notas Desde 2012, a posse de dez gramas ou menos é descriminalizada, apesar de multa ocasional. Em outubro de 2021, uma comissão parlamentar decidiu que a cannabis não deveria mais ser proibida e a Suíça vai elaborar um projeto de lei para a legalização da cannabis "para melhor proteção da juventude e do consumidor". |
| Suriname                              | Ilegal | Ilegal | Ilegal | Notas A cannabis foi banida no Suriname no início do século XX, sendo popularizada graças a imigrantes asiáticos. |
| Tailândia                             | Ilegal (pouco aplica-se) | Ilegal | Ilegal | Notas Criminalizada em 1935. De acordo com o Ato de Narcóticos Tailandês, B.E. 2522 (1979), a posse, cultivo e transporte (importação/exportação) de até 10 kg de cannabis pode resultar em máxima sentença de cinco anos de prisão ou multa |
| Taiwan (República da China, REA)      | Ilegal | Ilegal | Ilegal | Notas A cannabis é classificada como narcótico nível 2 na RPC, e a posse pode resultar em até três anos de prisão. |
| Tajiquistão                           | Ilegal | Ilegal | Ilegal | Ver artigo principal: Cannabis no Tajiquistão |
| País/território                       | Recreacional | Uso médico | Cultivo | Comentários |
| Tanzânia                              | Ilegal | Ilegal | Ilegal | Ver artigo principal: Cannabis na Tanzânia |
| Predefinição:Country data Timor Leste | Ilegal | Ilegal | Ilegal | Ver artigo principal: Cannabis no Timor Leste |
| Togo                                  | Ilegal | Ilegal | Ilegal | Ver artigo principal: Cannabis no Togo |
| Tonga                                 | Ilegal | Ilegal | Ilegal | Ver artigo principal: Cannabis na Tonga |
| Trinidad e Tobago                     | Ilegal | Ilegal | Ilegal | Notas Banida em 1925. |
| Tunísia                               | Ilegal | Ilegal | Ilegal | Notas Banida em 1953. Using or possessing entails 1–5 years of imprisonment + 1000-3000 dinars (around 500$-1500$). |
| Turcomenistão                         | Ilegal | Ilegal | Ilegal | Ver artigo principal: Cannabis no Turcomenistão |
| Turquia                               | Ilegal | Legal | Legal para propósitos medicinais e científicos. | Notas O cultivo de maconha é legal em dezenove províncias turcas para propósitos medicinais e científicos. Entretanto, com permissão isso também pode ocorrer em outras províncias. O consumo de qualquer droga (uso pessoal ou não) é Ilegal e requer processo jurídico. A posse venda ou recepção de qualquer droga Ilegal, incluindo a maconha, são puníveis com um ou dois anos de prisão; também havendo a opção de tratamento ou liberdade vigiada por até três anos. Se o usuário recusar tratamento ou não cumprir com os requisitos de liberdade vigiada, então a corte pode decidir por sua sentença. A venda e a distribuição são puníveis com prisão de cinco até dez anos, tendo a produção ou tráfico penas mínimas de dez anos. |
| Tuvalu                                | Ilegal | Ilegal | Ilegal | Ver artigo principal: Cannabis em Tuvalu |
| Uganda                                | Ilegal | Ilegal | Ilegal | Ver artigo principal: Cannabis na Uganda |
| Ucrânia                               | Ilegal (descriminalizada a posse de até cinco gramas) | Ilegal | Ilegal (descriminalizada até dez plantas) | Ver artigo principal: Cannabis na Ucrânia [ 211 ] |
| Uruguai                               | Legal (mas compra proibida para estrangeiros) | Legal para todos os usos. | Legal (até seis plantas) | Notas José Mujica legalizou completamente o uso da Cannabis no Uruguai; a lei não especifica quantidade para "uso pessoal". Desde 10 de dezembro de 2013, a Câmara dos Deputados do Uruguai e o Senado do Uruguai aprovaram medida legalizando e regulando a produção e a venda da droga. A nova lei estabelece que compradores devem ter dezoito anos ou mais, ser residentes do Uruguai e estar registrados para com as autoridades. As autoridades plantarão a cannabis que deverá ser vendida legalmente. |
| Uzbequistão                           | Ilegal | Ilegal | Ilegal | Notas Ópio, cannabis ou qualquer outra planta contendo substância psicotrópicas são ilegais. |
| Vanuatu                               | Ilegal | Ilegal | Ilegal | Ver artigo principal: Cannabis no Vanuatu |
| Vaticano                              | Ilegal | Ilegal | Inviável | Ver artigo principal: Cannabis no Vaticano |
| Venezuela                             | Ilegal | Ilegal | Ilegal | Notas Desde 15 de setembro de 2010 a posse de até 20 gramas de maconha ou de 5 gramas de maconha geneticamente modificada, caso provado que não seja para uso medicinal ou consumo pessoal, é punível com um até dois anos de prisão em julgamento discreto. Em caso de consumo pessoal, o usuário está sujeito a medidas de segurança envolveendo procedimentos de reabilitação e desintoxicação. Articulos 131 y 153 de la Ley Organica de Drogas. |
| Vietnã                                | Ilegal (lei não se aplica) | Ilegal (lei não se aplica) | Ilegal | Ver artigo principal: Cannabis no Vietnã |
| Zâmbia                                | Ilegal | Ilegal | Legal caso licenciado pelo Ministério da Saúde; entretanto, nenhuma licença até então foi concedida.                                                                                              | Ver artigo principal: Cannabis na Zâmbia |
| Zimbabwe                              | Ilegal | Legal | Ilegal | Ver artigo principal: Cannabis no Zimbabwe |
| País/território                       | Recreacional | Uso médico | Cultivo | Comentários |